# Fritz Rasp
Fritz Rasp, nato Fritz Heinrich Rasp (Bayreuth, 13 maggio 1891 – Gräfelfing, 30 novembre 1976), è stato un attore tedesco che iniziò la sua carriera cinematografica ai tempi del muto con Ernst Lubitsch.

## Filmografia
- Pinkus l'emporio della scarpa (Schuhpalast Pinkus), regia di Ernst Lubitsch (1916)
- Hans Trutz nel paese di cuccagna (Hans Trutz im Schlaraffenland), regia di Paul Wegener (1917)
- Das verschwundene Haus, regia di Harry Piel (1922)
- Giovinezza (Jugend), regia di Fred Sauer (1922)
- Der Mensch am Wege, regia di Wilhelm Dieterle (1923)
- Time Is Money, regia di Fred Sauer (1923)
- Zwischen Abend und Morgen, regia di Arthur Robison (1923)
- Ombre ammonitrici (Schatten - Eine nächtliche Halluzination), regia di Arthur Robison  (1923)
- Arabella, regia di Karl Grune (1924)
- Menschen am Meer, regia di Léo Lasko (1925)
- Komödianten, regia di Karl Grune (1925)
- Ein Sommernachtstraum, regia di Hans Neumann (1925)
- Die Puppe vom Lunapark, regia di Jaap Speyer (1925)
- Götz von Berlichingen zubenannt mit der eisernen Hand, regia di Hubert Moest (1925)
- Das Haus der Lüge, regia di Lupu Pick (1926)
- Qualen der Nacht , regia di Kurt Bernhardt (1926)
- Der Liebe Lust und Leid , regia di Kurt Gerron, Heinz Schall (1926)
- Überflüssige Menschen, regia di Aleksandr Razumnyj (1926)
- Die Waise von Lowood , regia di Kurt Bernhardt (1926)
- Metropolis, regia di Fritz Lang (1927)
- Kinderseelen klagen euch an, regia di Kurt Bernhardt (1927)
- Der letzte Walzer, regia di Arthur Robinson (1927)
- Il giglio nelle tenebre (Die Liebe der Jeanne Ney), regia di Georg Wilhelm Pabst (1927)
- Schinderhannes, regia di Kurt Bernhardt (1928)
- Der geheimnisvolle Spiegel, regia di Carl Hoffmann e Richard Teschner (1928)
- L'inafferrabile (Spione), regia di Fritz Lang (1928)
- Die Carmen von St. Pauli, regia di Erich Waschneck (1928)
- Il cane di Baskerville (Der Hund von Baskerville), regia di Richard Oswald (1929)
- Il diario di una donna perduta (Tagebuch einer Verlorenen), regia di Georg Wilhelm Pabst (1929)
- Una donna nella luna (Frau in Mond), regia di Fritz Lang (1929)
- Die Drei um Edith, regia di Erich Waschneck (1929)
- Frühlingserwachen, regia di Richard Oswald (1929)
- Dreyfus, regia di Richard Oswald (1930)
- Il delitto Karamazov (Der Mörder Dimitri Karamasoff), regia di Erich Engels, Fjodor Ozep (Fyodor Otsep)(1931)
- L'opera da tre soldi (Die 3 Groschen-Oper), regia di Georg Wilhelm Pabst (1931)
- Les Frères Karamazoff, regia di Fédor Ozep (1931)
- Tropennächte, regia di Leo Mittler (1931)
- Der Zinker, regia di Karl Forest, Martin Frič e Carl Lamac (1931) (con il nome Szõke Szakáll)
- Die Pranke
- La terribile armata (Emil und die Detektive), regia di Gerhard Lamprecht (1931)
- Die grausame Freundin, regia di Carl Lamac (1932)
- Der Hexer, regia di Carl Lamac e Martin Frič (come Mac Fric) (1932)
- Die Vier vom Bob 13, regia di Johannes Guter (1932)
- Der sündige Hof, regia di Franz Osten (1933)
- Der Judas von Tirol, regia di Franz Osten (1933)
- Altgermanische Bauernkultur, regia di Walter Ruttmann (1934)
- Fiamme alla frontiera (Grenzfeuer), regia di Hanns Beck-Gaden (1934)
- Klein Dorrit, regia di Carl Lamac (1934)
- Togger, regia di Jürgen von Alten (1937)
- Una inebriante notte di ballo (Es war eine rauschende Ballnacht), regia di Carl Froelich (1939)
- La riva del destino (Frau im Strom), regia di Gerhard Lamprecht (1939)
- La contessa e il guardiacaccia (Leidenschaft), regia di Walter Janssen (1940)
- Il cavaliere di Gerusalemme (Der Cornet - Die Weise von Liebe und Tod), regia di Walter Reisch (1955)